# Dipterocarpus fusiformis
Dipterocarpus fusiformis är en tvåhjärtbladig växtart som beskrevs av Peter Shaw Ashton. Dipterocarpus fusiformis ingår i släktet Dipterocarpus och familjen Dipterocarpaceae. Inga underarter finns listade i Catalogue of Life.